# Meltdown (Ash)
Meltdown è il sesto album degli Ash, pubblicato nel 2005.

## Tracce
1. Meltdown
2. Orpheus
3. Evil Eye
4. Clones
5. Star-Crossed
6. Out Of The Blue
7. Renegade Cavalcade
8. Detonator
9. On A Wave
10. Won't Be Saved
11. Vampire Love

## Formazione
- Tim Wheeler - voce, chitarra
- Mark Hamilton - basso
- Charlotte Hatherley - chitarra
- Rick McMurray - batteria